# Кто есть кто (телеканал)
Телеканал «Кто есть кто» — российский аналог канала The Biography Channel, транслирующего фильмы и сюжеты о жизни социально-значимых персонажей. «Это биографии, мемуары, истории из жизни» — утверждается на официальном сайте. Неофициальный слоган биографического канала: «Знать, которую нужно знать». «Телеканал рассказывает о выдающихся людях прошлого и настоящего, чьи дела и жизни поражают наше воображение».

## История
Телеканал был основан летом 2007 года телепродюсером Владимиром Ананичем.
Вещание начал 13 ноября того же года.
С лета 2009 года канал в качестве главного редактора возглавила Ирина Мишина, известная в прошлом телеведущая. Главный редактор занимается режиссурой. Помимо неё документальные фильмы для канала снимают:
- Владимир Глазунов,
- Лилия Вьюгина,
- Варвара Уризченко.

## Программы канала
- «Хвост кометы». Герои цикла — россияне, по той или иной причине оказавшихся за пределами родины.
- Программа «Это было недавно, это было давно», в которой её ведущий Эдвард Радзинский «обращается к загадкам истории».
- Цикл программ «Моя правда» о жизни знаменитостей включают в себя значительное количество документальных кадров, исторических фотографий и интервью с очевидцами событий и друзьями персонажей[7]. Цикл производится на украинском канале СТБ[8]:

Программа «Моя правда» разрушает стереотипы и показывает жизнь героя такой, какой она есть на самом деле. В каждом выпуске зритель по-новому откроет для себя очередную звезду — не только идола, но и человека; узнает уникальные подробности её жизни и творчества.
Среди героев программы — Юрий Айзеншпис, Дарья Донцова, Любовь Полищук, София Ротару, Иннокентий Смоктуновский, Эдита Пьеха, Юрий Николаев, Лия Ахеджакова, Олег Даль и другие.

## Программы собственного производства
- Документальные фильмы о людях-легендах настоящего и прошлого на основе, как правило, эксклюзивных материалов. Композитор Пётр Чайковский и генерал Власов, писатель Фёдор Достоевский и советский ТВ-босс Энвер Мамедов, известный генетик Иосиф Рапопорт и звезда эстрады Пётр Лещенко.
- «Элита страны Советов». Профайлы известных советских ньюсмейкеров. Героями программы были: бывший премьер-министр СССР Николай Рыжков, актёр, режиссёр и политик Николай Губенко, кинодраматург и сценарист Эдуард Володарский и другие.
- «Фотоальбом» . История гостя студии иллюстрируется уникальным материалом из семейного архива, который ранее не публиковался[9]. Одна из самых рейтинговых передач канала[10]:

Герой этой программы рассказывает свою биографию с помощью собственного архива фотоснимков. История знаменитости иллюстрируется уникальным материалом, который ранее не был опубликован. В программе принимали участие такие знаменитости как переводчик советских руководителей Виктор Суходрев, журналист и медиаменеджер Евгений Додолев, главный редактор газеты «Московский комсомолец» Павел Гусев, вдова прославленного советского маршала Екатерина Катукова, трёхкратный Олимпийский чемпион и депутат Государственной Думы Александр Карелин, ветеран спецслужб и писатель Михаил Любимов; политик Ирина Хакамада, и другие выдающиеся личности нашего времени

## Вещание
Канал вещает на спутнике и в кабельных сетях.

### IP TV
- Билайн[11]
- Инетком[12]
- МГТС[13]

## Награды и премии
- На Первом всероссийском кинофестивале «Профессия: Журналист» телеканал был удостоен специального приза Союза Журналистов России «За создание портретной галереи деятелей отечественной журналистики»[14][15][16].
- В том же 2009 году «Кто есть кто» стал финалистом премии «Золотой луч»[17].

## Мнения
Эксперты отмечают, что «Кто есть кто» это:

Один из тех отечественных каналов, у которого название, концепция и программная сетка полностью соответствуют друг другу. На «Кто есть кто» показывают передачи про людей самых разных: политиков, певцов, актеров, литераторов, священников, убийц, полководцев. Получается такая гармоничная смесь из глянцевого журнала про звезд и библиотечки мемуарной литературы… Снято преимущественно хорошо — и западная программа «Великие» с короткими, но ёмкими историями про значительных людей, и отечественный биографический цикл «Путеводная звезда». Вообще, баланс материала про «наших» и про «ихних» на канале выстроен.